# Rōnin

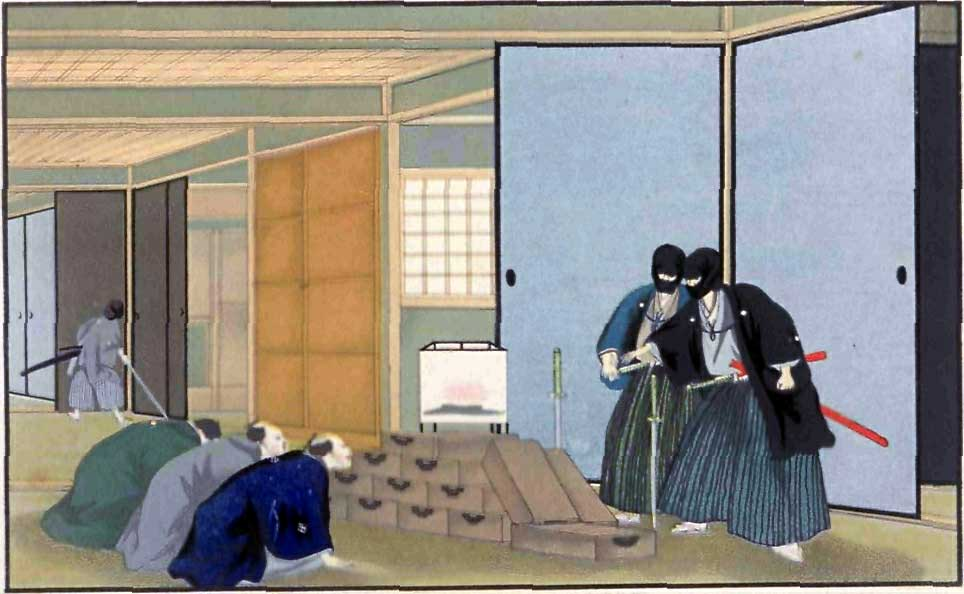
Un rōnin roba la casa de un comerciante en Japón alrededor de 1860.

Un rōnin (浪人 hombre vagabundo?,  —un hombre errante como una ola en el mar—) era un samurái sin amo durante el período feudal de Japón, entre 1185 y 1868. Un samurái podía no tener amo debido a la ruina o la caída de este, o a que había perdido su favor.
La manera más sencilla que había para que un samurái acabara siendo rōnin era a través del nacimiento. El hijo o la hija de un rōnin era otro rōnin, siempre que no renunciara a su estatus. A menudo el rōnin por nacimiento soñaba con demostrar su valía para poder jurar lealtad con un clan, convirtiéndose así en un verdadero y auténtico samurái. Aunque esto ocurriera de vez en cuando, era algo infrecuente, reservado a los más talentosos, pues pocos daimyō estaban dispuestos a sentar un precedente permitiendo que un rōnin entrara en su clan. Más a menudo los rōnin eran enviados en ciertas misiones con la promesa de la admisión, para luego negársela basándose en algún tecnicismo.
Uno de los más famosos rōnin fue Miyamoto Musashi, el afamado espadachín.

## Historia

### Estatus
Según el código ético del bushidō (código del samurái), un samurái tendría que cometer seppuku (también harakiri —suicidio ritual—) si perdía a su amo. Quien no respetaba el código era "por su cuenta" y estaba destinado a sufrir una gran vergüenza. La indeseabilidad del estatus de rōnin era principalmente una discriminación impuesta por otros samurái y por los daimyō, los señores feudales.
Como otros samuráis, los rōnin llevaban dos espadas. Estos también usaban una gran variedad de otras armas. Algunos rōnin —generalmente los que carecían de dinero— solían llevar un bō, un jō o un yumi (arco). La mayoría de las armas reflejaban el ryū (escuela de artes marciales de donde procedían) si eran estudiantes.
Los rōnin eran conocidos por ser delincuentes, bandidos o bandoleros. Algunos de ellos se unieron al crimen organizado en los pueblos y ciudades. Principalmente eran contratados como mercenarios para hacer un trabajo rápido y eficaz. Este segmento criminal dio al nombre de rōnin una reputación de deshonra, dándole una imagen de matones, asesinos y vagabundos.

## Actualidad

### Como metáfora
La expresión Tenjiku rōnin fue utilizada por Hiraga Gennai como un seudónimo. Tenjiku es el nombre que se da en el este asiático a la India, en este caso es empleado como una palabra invertida para chikuden (逐电), en el sentido de "escondido". La expresión se hizo popular en el discurso japonés.
En la actualidad, en Japón se le suele llamar rōnin a aquellos estudiantes que, habiendo suspendido el examen de ingreso a la escuela o universidad que han elegido para cursar sus estudios, deciden pasar el siguiente año estudiando para rendir nuevamente en el examen. Este significado es metafórico: al igual que el rōnin histórico no tenía amo a quien servir, un estudiante rōnin es el que no tiene escuela donde estudiar. Existe asimismo un sentimiento de vergüenza y deshonra al haber suspendido el examen aunque también un gran deseo de superación para aprobar el siguiente intento.
El término oficial japonés es kanendosei (過年度生).

## Cultura popular

### Películas
- Jidaigeki: Akira Kurosawa fue el máximo exponente de este género por obras como Yojimbo, Sanjuro y Los siete samuráis.
- Ronin: película de 1998 dirigida por John Frankenheimer que muestra la vida posterior de un grupo de veteranos de la Guerra Fría.
- 47 Ronin: película de aventuras y fantasía de 2013 dirigida por Carl Rinsch y que representa de forma ficticia la historia de los 47 rōnin.
- Harakiri de 1962 dirigida por Masaki Kobayashi y su remake Hara-kiri: Muerte de un samurai de 2010, dirigida por Takashi Miike.
- 13 asesinos de 1963 dirigida por Eiichi Kudo y 13 asesinos de 2010 dirigida por Takashi Miike.